# Lonchurinae
Lonchurinae Steiner, 1960 è una sottofamiglia di uccelli passeriformi della famiglia degli Estrildidi.
Si tratta di uccelli di piccole dimensioni, dall'aspetto massiccio, con un becco corto e robusto atto a frantumare i piccoli semi che rappresentano la componente principale della dieta, assieme a germogli, frutta e sporadicamente anche piccoli insetti.

## Tassonomia
Alla sottofamiglia appartengono specie diffuse quasi esclusivamente nel sud-est asiatico ed in Oceania, sebbene alcune specie siano originarie del Madagascar (genere Lemuresthes) o dell'Africa orientale (Euodice cantans e sottogenere Spermestes).
Vengono ascritti a questa sottofamiglia i seguenti generi, raggruppati in due tribù:
Famiglia Estrildidae
- Sottofamiglia Estrildinae
- Sottofamiglia Lonchurinae
  - Tribù Lonchurini
    - Genere Erythrura
    - Genere Euodice
    - Genere Heteromunia
    - Genere Lonchura
    - Genere Lemuresthes
    - Genere Odontospiza

  - Tribù Poephilini
    - Genere Emblema
    - Genere Neochmia
    - Genere Oreostruthus
    - Genere Poephila
    - Genere Stagonopleura
    - Genere Taeniopygia

Alla sottofamiglia appartengono le specie "basali" di estrildidi nei tre continenti, rispettivamente il becco d'argento in Africa, il becco di piombo in Asia e il diamante guttato in Oceania.